# 791
Năm 791 là một năm trong lịch Julius.